# Arcuphantes longissimus
Arcuphantes longissimus är en spindelart som beskrevs av Saito 1992. Arcuphantes longissimus ingår i släktet Arcuphantes och familjen täckvävarspindlar. Inga underarter finns listade i Catalogue of Life.